# Gymnosphaerida
Gymnosphaerida es un pequeño grupo de protistas heliozoos que se encuentran en ecosistemas marinos. Tienden a ser aproximadamente esféricos con los axopodios dirigidos radialmente, apoyados por microtúbulos dispuestos en un arreglo triangular-hexagonal que surgen de un gránulo central amorfo. Se conocen solamente tres especies, cada una en su propio género:
- Gymnosphaera albida es de vida libre, generalmente bentónico en agua baja. Las células son redondas y desnudas, con un diámetro de alrededor de 70-100 μm, que se asemejan al no relacionado Actinosphaerium. El citoplasma externo o ectoplasma forma una capa distintiva que contiene vesículas grandes.

- Hedraiophrys hovassei es más grande y vive fijado a algas y a otros objetos. Las células tienen una base cónica y se cubren con largas espículas silíceas. El ectoplasma es distintivo y espumoso y contiene típicamente endosimbiontes bacterianos y algas.

- Actinocoryne contractilis es bentónico. Para alimentarse dispone de una base multinucleada y de un tallo contráctil con una longitud de hasta 150 μm 150. En este tallo se apoya una cabeza uninucleada relativamente pequeña, donde se localizan el gránulo central y los axopodios. También puede moverse en una forma ameboide sin cabeza. La reproducción se realiza por gemación en la cabeza o por fragmentación en las formas sin cabeza, produciendo pequeñas células de vida libres similares a Gymnosphaera, que entonces se unen y forman un tallo y una base.

Gymnosphaerida antiguamente se incluía en Centrohelida, un grupo de heliozoos que también tienen microtúbulos en un arreglo triangular-hexagonal, pero se diferencia por la estructura del gránulo central y por las mitocondrias, que tienen crestas tubulares. En la actualidad se le sitúa en Rhizaria, aunque no está claro a qué subgrupo pertenece.